# Steven Tarasuk
Steven Tarasuk (* 1. November 1989 in Thornhill, Ontario) ist ein ehemaliger kanadischer Eishockeyspieler, der im Verlauf seiner aktiven Karriere zwischen 2006 und 2018 unter anderem 338 Spiele in der ECHL auf der Position des Verteidigers bestritten hat. Dort gewann Tarasuk, der auch in der 2. Eishockey-Bundesliga und Eishockey-Oberliga aktiv war, im Jahr 2014 mit den Allen Americans den Ray Miron President’s Cup.

## Karriere

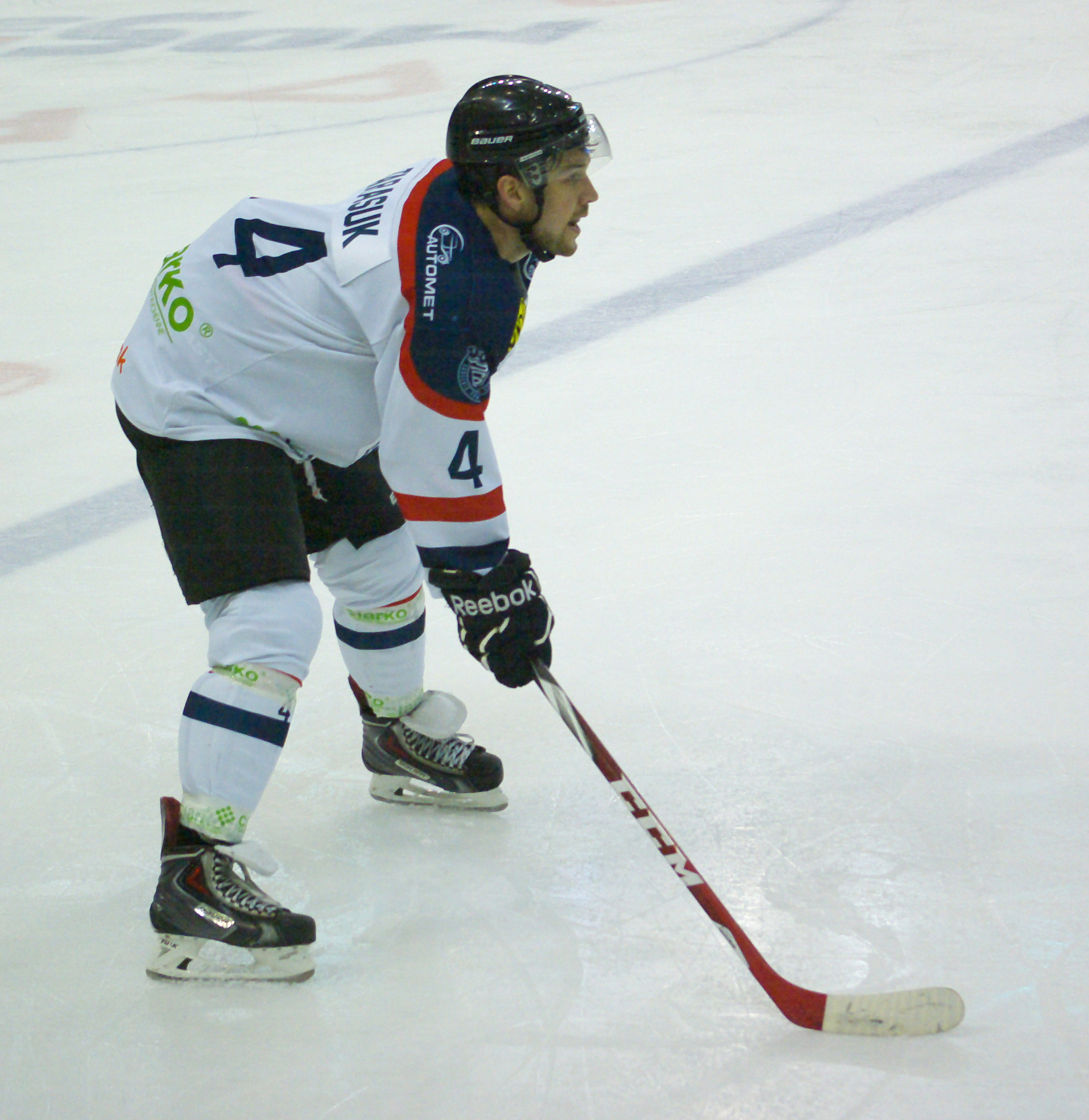
Tarasuk im Trikot von STS Sanok (2015)

Tarasuk begann seine Karriere 2005/06 in der Ontario Provincial Junior A Hockey League (OPJHL) bei den Markham Waxers. Im Jahr zuvor absolvierte er lediglich ein Spiel für die Milton Icehawks. In den folgenden fünf Spielzeiten stand er für verschiedene Vereine in der Juniorenliga Ontario Hockey League (OHL) auf dem Eis. In der Saison 2009/10 erzielte er für die London Knights in 67 Spielen als Verteidiger 67 Scorerpunkte.
Bereits zum Ende der Saison 2009/10 spielte der Kanadier in den Playoffs für die Utah Grizzlies in der ECHL. In der folgenden Saison lief er allerdings für die Kalamazoo Wings auf, mit denen er das Playoff-Finale um den Kelly Cup erreichte. Für seine Saisonleistung wurde er in das All-Star-Team gewählt und spielte noch in derselben Spielzeit in der American Hockey League (AHL) für die Bridgeport Sound Tigers. Mit den Ontario Reign erreichte er in der folgenden Saison die Playoffs, wechselte aber noch während der Spielzeit zu den Idaho Steelheads. Am 19. Juni 2012 unterzeichnete Tarasuk einen Vertrag bei den Lausitzer Füchsen aus der 2. Eishockey-Bundesliga, bei denen er eine Spielzeit verbrachte.
Während der Saison 2013/14 spielte Tarasuk für die San Francisco Bulls und Ontario Reign in der ECHL sowie für die Allen Americans in der Central Hockey League (CHL). Tarasuk begann die Saison 2014/15 beim SV Kaltern aus der italienischen Serie A. Nach wenigen Spielen kehrte er nach Nordamerika zurück und spielte für die Missouri Mavericks in der ECHL. Im Dezember 2014 schickten ihn die Mavericks zu den Brampton Beast. Die Spielzeit beendete der Verteidiger schließlich bei den Allen Americans, die mittlerweile auch der ECHL angehörten. Mit der Mannschaft gewann Tarasuk den Ray Miron President’s Cup.
Im Anschluss an den Erfolg wechselte Tarasuk im Dezember 2015 zu STS Sanok in die Polska Hokej Liga (PHL). Er kehrte aber bereits im Sommer 2016 wieder nach Nordamerika zurück, spielte kurzzeitig für die Norfolk Admirals und anschließend die Alaska Aces in der ECHL. Zur Saison 2017/18 wechselte der Defensivspieler wieder nach Deutschland und absolvierte das Spieljahr bei den Saale Bulls Halle in der drittklassigen Eishockey-Oberliga. Danach war er zwischen September und November 2018 für die Rapid City Rush in der ECHL aktiv, ehe er seine aktive Karriere im Alter von 29 Jahren beendete.

## Erfolge und Auszeichnungen
- 2011 Teilnahme am ECHL All-Star Game
- 2014 Ray-Miron-President’s-Cup-Gewinn mit den Allen Americans

## Karrierestatistik
(Legende zur Spielerstatistik: Sp oder GP = absolvierte Spiele; T oder G = erzielte Tore; V oder A = erzielte Assists; Pkt oder Pts = erzielte Scorerpunkte; SM oder PIM = erhaltene Strafminuten; +/− = Plus/Minus-Bilanz; PP = erzielte Überzahltore; SH = erzielte Unterzahltore; GW = erzielte Siegtore; 1 Play-downs/Relegation; Kursiv: Statistik nicht vollständig)